# District militaire de la Volga
Le district militaire de la Volga (PriVO) est un district militaire de l'Union soviétique et de la fédération de Russie qui a existé de 1918 à 1989 et de 1992 à 2001.

## Historique
Pendant l'Empire russe, de 1864 à 1917, le district militaire de Kazan couvre la région de la Volga. Le district militaire de la Volga est créé le 4 mai 1918 sur le territoire du district militaire de Kazan et comprend les gouvernorats d'Astrakhan, Saratov, Samara, Simbirsk et Penza ainsi que l'oblast d'Ouralsk. Par la suite, les limites des districts sont modifiées à plusieurs reprises. En 1941, le district comprend les oblasts de Saratov, Kouïbychev, Penza, Tambov, Voronej et les oblasts d'Orel, Koursk et Stalingrad de la RSFSR. Le quartier général est situé à Saratov.
Au début et pendant la Seconde Guerre mondiale, cinq armées, 132 divisions, 65 régiments distincts et 253 bataillons distincts sont formés dans la région. Des unités militaires polonaises et tchécoslovaques sont formées sur le territoire du district.
En octobre 1945, le 123e corps de fusiliers se trouve à Kouïbychev. Il devient le 40e corps de fusiliers en 1955 puis le 40e corps d'armée en 1957, avant d'être dissous en 1960.
Le 14 septembre 1954, dans le massif de Totskoïe, au nord du village du même nom, dans l'oblast d'Orenbourg (pendant la période spécifiée, le territoire de l'oblast d'Orenbourg appartenait au district militaire de l'Oural du Sud), sous la direction du maréchal de l'Union soviétique Gueorgui Joukov a mené l'exercice nucléaire de Totskoïe. Cette doctrine, dans laquelle étaient élaborées les questions opérationnelles de l'attaque interarmes, a réuni environ 45 000 soldats.
De 1957 à 1960, la 110e division de fusiliers motorisés faisait partie du 40e corps d'armée du district.
Par décret du Présidium du Soviet suprême du 15 janvier 1974, les districts militaires de la Volga et de l'Oural reçoivent l'ordre du Drapeau rouge. En 1983, le district militaire de la Volga comprend le territoire des oblasts de Kouïbychev, Saratov, Oulianovsk, Penza et Orenbourg et les républiques socialistes soviétiques autonomes tatare, bachkire, tchouvache, maris et de Mordovie. Le siège du district est situé à Kouïbychev.

### Formations et unités à la fin des années 1980
Les unités et formations militaires suivantes font partie du district à la fin des années 1980,:
- Bureau du commandant (unité militaire 22223) (Kouïbychev);
- Quartier général (unité militaire 73428) (Kouïbychev) ;
- 370e bataillon distinct de protection et de soutien (Kouïbychev) ;
- 43e division d'entraînement de fusiliers motorisés (réorganisée en centre d'entraînement du 469e district) (Kouïbychev) ;
- 213e division de fusiliers motorisés (Totskoïe)
- 96e division de fusiliers motorisés (5509e BKhVT) (mobilisation) (Kazan) ;
- 130e division de fusiliers motorisés (mobilisation) (Kouïbychev) ;
- 238e division de sécurité arrière (mobilisation) (Kouïbychev) ;
- 249e division de réserve de fusiliers motorisés (mobilisation) (Iochkar-Ola) ;
- 256e division de réserve de fusiliers motorisés (mobilisation) (Kouïbychev) ;
- 274e division de réserve de fusiliers motorisés (mobilisation) (Kryaj) ;
- 73e division blindée de réserve (mobilisation) (Kazan) ;
- 74e division de réserve de chars (mobilisation) (Oulianovsk) ;
- 112e division d'artillerie antiaérienne (mobilisation) (Dongouz) ;
- 808e compagnie distincte des forces spéciales (Kouïbychev) ;
- 71e centre de communication (Kouïbychev) ;
- 237e escadron distinct d'hélicoptères (Kouïbychev) ;
- 151e brigade de missiles antiaériens (Kouïbychev) ;
- 49e brigade de communications distincte (Kouïbychev) ;
- 28e brigade de missiles antiaériens (Dongouz) ;
- 1re brigade de protection chimique (Chikhany);
- 23e brigade de lutte contre les aérosols (Chapaïevsk-11) ;
- 112e brigade de soutien matériel (Rochinsky) ;
- 39e brigade du génie radio OSNAZ (Orenbourg) ;
- 315e régiment indépendant du génie radio OsNaz (Saratov) ;
- 950e régiment d'artillerie réactive (Bouzoulouk) ;
- 1113e régiment d'artillerie antichar (Bouzoulouk) ;
- 991e régiment d'artillerie de reconnaissance (Engels) ;
- 73e régiment distinct de communications (Kouïbychev) ;
- 191e régiment de communications arrière distinct (Kouïbychev) ;
- 1413e régiment d'artillerie antiaérienne (Bouzoulouk) ;
- 14e régiment de reconnaissance et de serif (Volsk) ;
- 426e bataillon distinct du génie-sapeur (Penza) ;
- 85e bataillon distinct de ponts-pontons (Penza) ;
- 754e bataillon distinct de protection chimique (Penza) ;
- 1583e bataillon distinct de guerre électronique (Kouïbychev) ;
- 796e bataillon distinct du génie-sapeur (Totskoïe) ;
- 173e bataillon distinct d'ingénierie radio de défense aérienne (Mark) ;
- 5512e base de réparation et de restauration (Kryaj) ;

Au total, en 1990, outre environ 90 000 militaires, le district dispose de 400 chars, 700 véhicules blindés de combat, 200 canons, mortiers et lance-roquettes multiples, 200 hélicoptères de combat et de transport, y compris ceux en réparation et entreposés.
Les forces aériennes du district comprennent l'École supérieure de pilotes de l'aviation militaire d'Orenbourg et l'École supérieure de pilotes de l'aviation militaire de Saratov.
En 1989, le district fusionne avec le district militaire de l'Oural pour devenir le district militaire Volga-Oural. Il fut divisé en 1992, puis les deux districts fusionnèrent à nouveau en 2001.

## Commandants
- 1918-1919 : Ivan Mejlauk
- 1924-1927 : Alexandre Sediakine
- 1931-1932 : Boris Chapochnikov
- 1932-1933 : Ivan Fedko
- 1933-1937 : Pavel Dybenko
- 1937 : Maréchal Mikhaïl Toukhatchevski
- 1937 : Mikhaïl Grigorievitch Iefremov
- 1938-1939 : Kirill Meretskov
- 1939-1940 : Trifon Chevaldine
- 1940-1941 : Vassyl Herassymenko
- 1941-1944 : Stepan Kalinine
- 1944-1945 : Mikhaïl Khozine
- 1945-1946 : Vassili Gordov
- 1946-1950 : Vassili Iouchkevitch
- 1953-1957 : Vassili Kouznetsov
- 1957-1960 : Vladimir N. Komarov
- 1960-1961 : Andreï Stouchenko
- 1961-1963 : Ivan G. Pavlovski
- 1963-1965 : Nikolaï Liachtchenko
- 1965-1968 : Nikolaï Ogarkov
- 1968-1971 : Alexeï M. Parchikov
- 1971-1975 : Youri A. Naumenko
- 1975-1977 : Piotr Louchev
- 1977-1981 : Vladimir N. Conchis
- 1981-1985 : Anatoli Y. Riakhov
- 1985-1989 : V. A Patrikaïev
- 1989-1991 : Albert Makachov
- 1991-2001 : Anatoli Sergueïev